# Hypodontolaimus pilosus
Hypodontolaimus pilosus är en rundmaskart som beskrevs av Stephen Donald Hopper och Meyer 1967. Hypodontolaimus pilosus ingår i släktet Hypodontolaimus och familjen Chromadoridae. Inga underarter finns listade i Catalogue of Life.